# The Annals of Mathematical Statistics
Annals of Mathematical Statistics est une revue de statistiques publiée de 1930 à 1972 par l'Institute of Mathematical Statistics. Elle a été remplacée en 1973 par Annals of Probability et Annals of Statistics.